# Iransko-turkmenistanska granica
Iransko-turkmenistanska granica duga je 1.148 km i prolazi od Kaspijskog mora do tromeđe s Afganistanom. Glavni grad Turkmenistana Ašgabat udaljen je samo 25 kilometara sjeverno od ove granice, a Mašhad (drugi po veličini iranski grad) 47 km južno od njega.

## Opis
Granica započinje na kaspijskoj obali južno od turkmenskog grada Esengulya. Zatim ide kopnom u smjeru istoka u nizu ravnih linija kroz neplodne slane ravnice na 50 km do rijeke Atrek, čiji tok slijedi 124 km (77 m) do točke južno od turkmenskog sela Chat. Granica se zatim nastavlja kopnom prema istoku / sjeveroistoku preko planinskog lanca Kopet-Dag 151 km prije nego što stigne do rijeke Sumbar, čiji tok zatim slijedi 41 km. Zatim se nastavlja kopnom preko planinskih grebena u širokom jugoistočnom luku 455 km do blizine iranskog sela Chahchaheh. Odavde otprilike ravna linija prolazi 77 km do rijeke Hari (Tedzhen na turkmenskom), čiji tok slijedi jug 120 km do afganistanske tromeđe.
Neposredno granično područje uglavnom je nenaseljeno, osim središnjeg dijela oko Ashgabada s turkmenske strane; ovo područje granice, plus zapadni dio, otprilike je paralelno autocestama. Turkmenski dio Transkaspijske željeznice također je približno paralelan s granicom u središnjem dijelu, dolazeći manje od pola milje sjeverno od granice u blizini Lotfabada. Na iranskoj strani, otprilike 50 kilometara južno od granice, prolaze glavne autoceste koje povezuju gradove Gorgan, Bojnurd i Mašhad, a ceste povezuju manje gradove sa sjeverom.

## Povijest
Granica je naslijeđena od stare granice Perzije i SSSR-a, koja je u velikoj mjeri poprimila današnji oblik tijekom 19. stoljeća nakon ruskog osvajanja Srednje Azije i pripojenja Kanata Kokand i Emirata Buhara 1865. – 68. Godine 1869. Perzija i Rusija dogovorile su se da će rijeka Atrek biti granica između njih. Ova je granica potvrđena, a zatim se proširila na istok do okoline Ašhabata 1881. godine nakon daljnjeg napredovanja Rusije u turkmenske zemlje, a zatim do granice s Afganistanom 1893. godine; sljedećih su se godina dogodila razna daljnja ograničenja ove granice. Daljnje male promjene izvršene su u razdoblju 1954. – 1957. kada su se Iran i SSSR (kakvi su sada bili) dogovorili da jasnije razgraniče svoju zajedničku granicu, uključujući područje delte Atreka koja se u međuvremenu promijenila zbog smanjenja Kaspijskog mora.

## Granični prijelazi
- Bajgiran (IRN) - Bajgiran (TKM) (cesta)[4]
- Sarakhs (IRN) - Serakhs (TKM) (cesta)[4]
- Lotfabad (IRN) - Artyk (TKM) (cesta)[4]

## Naselja u blizini granice

### Iran
- Gomishan
- Incheh Borun
- Bachcheh Darreh
- Hesarcheh
- Robat, Zavin
- Shuy, Razavi Khorasan
- Lotfabad
- Now Khandan
- Dargaz
- Khakestar
- Giru
- Koshtani
- Qarah Takan, Razavi Khorasan
- Chahchaheh
- Alamtu
- Sarakhs
- Shir Tappeh
- Jannatabad, Torbat-e Jam

### Turkmenistan
- Esenguly
- Ajyyap
- Gyzyletrek
- Chat
- Kuruzhdey
- Khodzhakala
- Kënekesir
- Shemli
- Kazgan
- Arab-Kala
- Hawdan
- Kaka
- Dushak
- Miana
- Imeni Kuliyev
- Akhchadepe
- Karaman Vtoroy
- Kichiga Vtoraya
- Serakhs
- Polekhatum